# Danh sách tập của Running Man (2016)
Dưới đây là danh sách các tập của chương trình truyền hình thực tế Running Man được phát sóng vào năm 2016.

## Danh sách tập
| Tập #                   | Ngày phát sóng (Ngày ghi hình)                              | Khách mời | Landmark | Đội | Đội | Nhiệm vụ | Kết quả |
| ----------------------- | ----------------------------------------------------------- | --- | --- | --- | --- | --- | --- |
| 280                     | 3/1/2016 (21/12/2015)                                       | Không có khách mời | SBS Tanhyeon-dong Production Center(Ilsanseo, Goyang, Gyeonggi-do) | Bingo đồ ăn SNS:Không chia đội Tongue Twister Game: Đội Đỏ (Yoo Jae-suk, Haha, Ji Suk-jin, Lee Kwang-soo) Đội Xanh Gary, Kim Jong-kook, Song Ji-hyo) | Comment Speed Race & SNS Targeted Name Tag Elimination:Không chia đội | Sử dụng SNS để hoàn thành nhiệm vụ, có được Running Balls, và tránh trừng phạt | Yoo Jae-suk, Gary, Haha, Ji Suk-jin, Kim Jong-kook, Song Ji-hyo Thắng Lee Kwang-soo bị trừng phạt mặc đồ khỉ ở nơi công cộng. |
| 281                     | 10/1/2016 (22/12/2015)                                      | Không có khách mời | HS Ville (Cheongpyeong-myeon, Gapyeong-gu, Gyeonggi-do) | Không chia đội | Không chia đội | Trở thành người thừa kế | Gary Thắng Gary thắng một chuyến đi du lịch 4 người đến Jeju-do, thứ từng được trao cho Lim Ji-yeon. |
| 282                     | 17/1/2016 (4/1/ 2016)                                       | Go Ah-sung, Lee Hee-joon Si-wan (ZE:A)                                                                                  | Herbnara Farm (Bongpyeong-myeon, Pyeongchang-gu, Gangwon-do) | Gia đình Ah-sung (Yoo Jae-suk, Gary, Ji Suk-jin, Go Ah-sung, Lee Hee-joon) | Gia đình Ji-hyo (Haha, Kim Jong-kook, Lee Kwang-soo, Song Ji-hyo, Si-wan) | Giải cứu đồng đội, thoát khỏi ngôi làng đông lạnh | Gia đình Ji-hyo Thắng |
| 283                     | 24/1/2016 (10/1/2016)                                       | Ji So-yun, Jong Tae-se Park Ji-sung Jung Il-woo                                                                         | Parkson Newcore City Mall (Changning, Shanghai, China) | Wake Up Mission! Morning PK:Không chia đội Smile Cup Charity Football Match: Đội Ji-sung vs Đội So-yun vs Đội Tae-se | Tactical Name Tag Elimination:Đội Ji-sung (Park Ji-sung, Yoo Jae-suk, Haha, Han Kook-young, Kim Dong-jin) Đội So-yun (Ji So-yun, Gary, Song Ji-hyo, Jung Il-woo, Kim Jae-sung) Đôi Tae-se (Jong Tae-se, Ji Suk-jin, Kim Jong-kook, Lee Kwang-soo, Kim Tae-young) | Đánh bại các đội bóng khác | Đội So-yun Thắng Từng thành viên đội So-yun nhận được một chiếc cúp vàng. |
| 284                     | 31/1/2016 (11/1/2016)                                       | Ji So-yun, Jong Tae-se Park Ji-sung Jung Il-woo                                                                         | Shanghai Film Park (Shanghai, China) | Đội Secret Society (Park Ji-sung, Gary, Haha, Ji Suk-jin, Kim Jong-kook, Lee Kwang-soo, Song Ji-hyo, Ji So-yun, Jong Tae-se) | Gián điệp (Yoo Jae-suk) | Tìm quỹ quân sự và Đại lý 'J', và đi đến trụ sở chính hoặc loại bỏ gián điệp muốn loại bỏ Đại lý 'J'. | Đội Secret Society Thắng Park Ji-sung và Ji Suk-jin hoàn thành nhiệm vụ. |
| 285                     | 7/2/2016 (25/1/2016)                                        | Không có khách mời | Dwight School Seoul(Sangam-dong, Mapo-gu, Seoul) | Không chia đội | Không chia đội | Đánh bại các thành viên khác | Haha Thắng Haha thắng một chuyến du lịch đến London. |
| 286                     | 14/2/2016 (26/1/2016)                                       | Kim Ga-yeon | Gapyeong National Tourist Cabins (Deokhyeon-ri, Sang-myeon, Gapyeong-gun, Gyeonggi-do | Đội Sứ mệnh (Yoo Jae-suk, Gary, Ji Suk-jin, Kim Jong-kook, Lee Kwang-soo, Song Ji-hyo) | Đội Thủ phạm (Haha, Kim Ga-yeon) | Tìm các đầu mối về thủ phạm ăn trộm chiếc vòng cổ và sát hại bảo vệ và quản gia | Gary Thắng Yoo Jae Suk và Gary nghi ngờ rằng Haha và Kim Ga-Yeon là thủ phạm, tuy nhiên, Gary phát hiện ra rằng họ là anh chị em ruột. Gary giành được một chuyến đi du lịch Sherlock tới London và sẽ đi cùng với Haha, người cũng đã từng giành được một chuyến đi đến London [xem ep 285].                             |
| 287                     | 21/2/2016 (1/2/2016)                                        | Ahn Gil-kang, Kim Do-kyun, Kim Jo-han, Kim Won-hae, Lee Hong-ryul, Park Mi-sun, Yoo Yul                                 | SBS Prism Tower (Sangam-dong, Mapo-gu, Seoul) | Yoo Jae-suk & Yoo Yul Gary & Ahn Gil-kang Haha & Park Mi-sun Ji Suk-jin & Lee Hong-ryul Kim Jong-kook & Kim Do-kyun Lee Kwang-soo & Kim Jo-han Song Ji-hyo & Kim Won-hae | Yoo Jae-suk & Yoo Yul Gary & Ahn Gil-kang Haha & Park Mi-sun Ji Suk-jin & Lee Hong-ryul Kim Jong-kook & Kim Do-kyun Lee Kwang-soo & Kim Jo-han Song Ji-hyo & Kim Won-hae                                                                                         | Tìm thẻ có gắn màu và đính kèm nó vào bánh quay, quay nó và ai được chọn sẽ trả tiền cho bữa tối. | Yoo Jae-suk & Yoo Yul, Gary & Ahn Gil-kang, Kim Jong-kook & Kim Do-kyun, Ji Suk-jin & Lee Hong-ryul, Song Ji-hyo & Kim Won-hae, Lee Kwang-soo & Kim Jo-han Thắng Haha & Park Mi-sun đã chọn để trả tiền cho bữa tối, và các khách mời còn lại nhận được thẻ nhân viên R vàng để thể hiện lòng biết ơn.                    |
| 288                     | 28/2/2016 (15/2/2016)                                       | Không có khách mời | Gimpo International Airport (Gangseo-gu, Seoul) | Không chia đội | Không chia đội | Kết thúc thăm tất cả bảy nhà hàng trong vòng 12 giờ và tránh hình phạt | Mọi người Thắng Mỗi thành viên Running Man nhận được cái muỗng vàng 'R'. |
| 289                     | 6/3/2016 (21/2/2016)                                        | Jung Il-woo, Lee Da-hae                                                                                                 | Al Maha Resort (Dubai, UAE) | Không chia đội | Không chia đội | Hoàn thành nhiệm vụ từ những nơi khác nhau và kiếm được 10 sao | Gary, Kim Jong-kook, Song Ji-hyo, Jung II-woo, Lee Da-hae Thắng Những người chiến thắng được ngủ trong khu nghỉ mát sa mạc Al-Maha sang trọng trong khi Yoo Jae-suk, Haha, Ji Suk-jin, Lee Kwang-soo phải ngủ trên sa mạc.                                                                                                |
| 290                     | 13/3/2016 (21–22/2/2016)                                    | Jung Il-woo, Lee Da-hae                                                                                                 | Bastakiah Nights (Dubai, UAE) | Đội Trắng (Yoo Jae-suk, Ji Suk-jin, Lee Da-hae) Đội Đen (Haha, Kim Jong-kook, Jung Il-woo) Đội Cam (Gary, Lee Kwang-soo, Song Ji-hyo) | Đội Trắng (Yoo Jae-suk, Ji Suk-jin, Lee Da-hae) Đội Đen (Haha, Kim Jong-kook, Jung Il-woo) Đội Cam (Gary, Lee Kwang-soo, Song Ji-hyo) | Đánh bại các đội khác Xé bảng tên hoặc khi đồng hồ cát hết giờ sẽ bị loại | Đội Trắng Thắng |
| 291                     | 20/3/2016 (14/3/2016)                                       | Không có khách mời | SBS Open Hall (Deungchon-dong, Gangseo-gu) | Không có nhiệm vụ | Không có nhiệm vụ | Không có nhiệm vụ | Không có nhiệm vụ |
| 292                     | 27/3/2016 (15/3/2016)                                       | Hong Jin-ho, Jeong Jeong-ah Kang Hyeon-soo Lee Wan Lizzy (After School), Mikey (Turbo) Nam Chang-hee Park Myeong-ho Wax | SBS Broadcasting Center(Mok-dong, Yangcheon-gu, Seoul) | Thang máy may mắn:Không chia đội | Lễ hội tay thối lần 1:Đội Jae-suk (Yoo Jae-suk, Jeong Jeong-ah, Kang Hyeon-soo, Lee Wan, Nam Chang-hee) Đội Suk-jin (Ji Suk-jin, Gary, Song Ji-hyo, Park Myeong-ho, Wax) Đội Kwang-soo (Lee Kwang Soo, Haha, Kim Jong-kook, Hong Jin-ho, Lizzy, Mikey)           | Liên hoan Tay Thối lần một: Hãy là Running Man xui xẻo nhất. | Ji Suk-jin Thắng Ji Suk-jin nhận được một huy chương vàng và khách mời nhận quà tặng để đánh giá cao cho việc gia nhập cuộc đua |
| 293                     | 3/4/2016 (21/3/2016)                                        | Không có khách mời | TBD | Không chia đội | Không chia đội | Thu thập phù hiệu tan làm | Gary, Haha, Ji Suk Jin, Kim Jong-kook, Lee Kwang Soo, Song Ji-hyo Thắng Tuy nhiên Yoo Jae-suk đã chọn Ji Suk-jin đi với anh ta và phải tìm cây piano và hát bài hát trẻ em trong công viên giải trí bị bỏ rơi Yongma Land.                                                                                                |
| 294                     | 10/4/2016 (29/3/2016)                                       | Hye-ri (Girl's Day), Nam Tae-hyun Song Min-ho (Winner)                                                                  | SBS Broadcasting Center(Mok-dong, Yangcheon-gu, Seoul) | Con người vs Máy:Đội 1 (Yoo Jae-suk, Hye-ri, Nam Tae-hyun) Đội 2 (Gary, Haha, Song Min-ho) Đội 3 (Ji Suk-jin, Lee Kwang-soo, Song Ji-hyo) | AI Kungkungdda:Không chia đội | Đánh bại một Trí tuệ nhân tạo trong trò chơi chuỗi từ | Trí tuệ nhân tạo Thắng Hye Ri đã thua cuộc nhưng vẫn sống sót cho tới vòng chung kết. Hye-ri nhận được một bộ thiết bị che chắn điện từ. |
| 295                     | 17/4/2016 (11/4/2016)                                       | Không có khách mời | Nanji Camp (Sangam-dong, Mapo-gu, Seoul) | Không chia đội | Không chia đội | Xin lỗi những khách mời bị đối xử không tốt khi tham gia Running Man | Mọi người Thắng |
| 296                     | 24/4/2016 (12/4/2016)                                       | Không có khách mời | Marco's Attic – Coffee, Food & Vintage (Hyoja-dong, Jongno-gu, Seoul) | Không chia đội | Không chia đội | Tìm Tình yêu đầu của bạn trong vòng 12 giờ, hoàn thành nhiệm vụ và tránh hình phạt. | Mọi người Thắng |
| 297                     | 1/5/2016 (25/4/2016)                                        | Eun-seo (Cosmic Girls), Jin Goo, Kim Ji-won                                                                             | Wolmi Theme Park (Wolmimunhwa-ro, Jung-gu, Incheon) | Yoo Jae-suk & Kim Ji-won Gary & Ji Suk-jin Haha & Kim Jong-kook Lee Kwang-soo & Eun-seo Song Ji Hyo & Jin Goo | Red Sun (Jin Goo) | Xếp hạng cao hơn "Red Sun" để tránh hình phạt | Jin Goo Thắng Gary, Haha, Lee Kwang-soo bị phạt đi xe Viking. |
| 298                     | 8/5/2016 (26/4/2016)                                        | Go Ara, Kim Sung-kyun Lee Je-hoon                                                                                       | Baekseokcheon Neighborhood Park (Uijeongbu-dong, Uijeongbu-si, Gyeonggi-do) | Road Mission Show:Đội No (Yoo Jae-suk, Gary, Kim Jong-kook, Song Ji Hyo, Kim Sung-kyun) Đội Yes (Haha, Ji Suk-jin, Lee Kwang-soo, Go Ara, Lee Je-hoon) Hanging Leg Wrestling: Đội No (Ji Suk-jin, Kim Jong-kook, Lee Kwang-soo, Kim Sung-kyun, Lee Je-hoon) Đội Yes (Yoo Jae-suk, Gary, Haha, Song Ji-hyo, Go Ara) | No Man (Kim Jong-kook) | Tìm "No Man" | Kim Jong-kook Thắng Yoo Jae-suk, Gary, Haha, Ji Suk-jin, Lee Kwang Soo, Song Ji-hyo, Go Ara, Kim Sung-kyun, Lee Je-hoon bị ném bom bùn vì đoán sai 'No Man' |
| 299                     | 15/5/2016 (3/5/2016)                                        | Hong Jin-young, Jo Bo-ah, Kyung Soo-jin, Stephanie Lee, Uhm Hyun-kyung, Yoo In-young, Zico (Block B)                    | Rolling Hills Hotel (Hwalcho-dong, Hwaseong-si, Gyeonggi-do) | Yoo Jae-suk & Yoo In-young Gary & Kyung Soo-jin Haha & Stephanie Lee Ji Suk-jin & Jo Bo-ah Kim Jong-kook & Hong Jin-young Lee Kwang-soo & Uhm Hyun-kyung Song Ji-hyo & Zico | Yoo Jae-suk & Yoo In-young Gary & Kyung Soo-jin Haha & Stephanie Lee Ji Suk-jin & Jo Bo-ah Kim Jong-kook & Hong Jin-young Lee Kwang-soo & Uhm Hyun-kyung Song Ji-hyo & Zico                                                                                      | Trở thành trung tâm trong Cuộc đua Trung tâm | Song Ji-hyo & Zico Thắng Yoo Jae-suk, Yoo In-young, Gary, Kyung Soo-jin, Haha, Stephanie Lee, Ji Suk-jin, Jo Bo-ah, Kim Jong-kook, Lee Kwang-soo & Uhm Hyun-kyung bị phạt mặc trang phục màu xanh và đứng ở phía trước màn hình màu xanh. Yoo Jae-suk, Haha & Stephanie Lee cũng được vẽ sơn màu xanh vì có ít điểm nhất. |
| 300                     | 22/5/2016 (9/5/2016)                                        | BTS | Yangpyeong Valley (Baegan-gil, Yangpyeong-eup, Yangpyeong-gun, Gyeonggi-do) | 7 vs & 7 vs 300m: Không chia đội 7 vs 300 chén: Running Man Team vs VJ Team 7 vs 300 hộp: Đội Running Man (Yoo Jae-suk, Gary, Haha, Ji Suk-jin, Kim Jong-kook, Lee Kwang-soo, Song Ji-hyo) Đội Bangtan Boys (J-Hope, Jimin, Jin, Jungkook, Rap Monster, Suga, V) | 7 vs 300 người: Đội Running Man vs 300 Người Cuộc chiến gối & 7 vs 300 kg: Không chia đội | Tìm thang điểm dựa trên bản đồ, cân nặng. Chỉ có 300 kg đầu tiên mới có thể về nhà | Yoo Jae-suk, Gary, Lee Kwang-soo, Song Ji-hyo Thắng Haha, Ji Suk-jin, Kim Jong Kook bị phạt đi bộ đến Trạm Yangpyeong |
| 301                     | 29/5/2016 (9/5/2016)                                        | | Yangpyeong Valley (Baegan-gil, Yangpyeong-eup, Yangpyeong-gun, Gyeonggi-do) | 7 vs & 7 vs 300m: Không chia đội 7 vs 300 chén: Running Man Team vs VJ Team 7 vs 300 hộp: Đội Running Man (Yoo Jae-suk, Gary, Haha, Ji Suk-jin, Kim Jong-kook, Lee Kwang-soo, Song Ji-hyo) Đội Bangtan Boys (J-Hope, Jimin, Jin, Jungkook, Rap Monster, Suga, V) | 7 vs 300 người: Đội Running Man vs 300 Người Cuộc chiến gối & 7 vs 300 kg: Không chia đội | Tìm thang điểm dựa trên bản đồ, cân nặng. Chỉ có 300 kg đầu tiên mới có thể về nhà | Yoo Jae-suk, Gary, Lee Kwang-soo, Song Ji-hyo Thắng Haha, Ji Suk-jin, Kim Jong Kook bị phạt đi bộ đến Trạm Yangpyeong |
| 302                     | 5/6/2016 (24/5/2016)                                        | Chae-young, Da-hyun, Jeong-yeon, Ji-hyo, Mina, Momo, Na-yeon, Sana, Tzu-yu (Twice), Yeo Jin-goo                         | Ganghwa History Museum (Ganghwa-daero, Ganghwa-gun, Incheon) | Cuộc chiến thu thập nguyên liệu:Đội Xanh Dương (Yoo Jae-suk, Gary, Ji Suk-jin, Lee Kwang-soo) Đội Trắng (Haha, Kim Jong-kook, Song Ji-hyo, Yeo Jin-goo) | Công thức nguy hiểm:Đội Xanh Dương (Yoo Jae-suk, Gary, Ji Suk-jin, Lee Kwang-soo, Chae-young, Ji-hyo, Momo, Na-yeon, Sana) Đội Trắng (Haha, Kim Jong-kook, Song Ji-hyo, Da-hyun, Jeong-yeon, Mina, Tzu-yu, Yeo Jin-goo)                                          | Hoàn thành Công thức Nguy hiểm và ngăn chặn từ việc loại bỏ 'bom ớt' từ đội đối phương | Đội Xanh Dương Thắng Các thành viên Đội Trắng bị phạt ăn những món ăn có hương vị mạnh nhưng tốt cho sức khỏe. |
| 303                     | 12/6/2016 (31/5/2016)                                       | Ahn Sung-ki, Han Ye-ri, Jo Jin-woong, Kwon Yul                                                                          | Memorial Monument of Hill 104 (Yeonhui-dong, Seodaemun-gu, Seoul) | Đội Con Mồi (Yoo Jae-suk, Gary, Haha, Ji Suk-jin, Kim Jong-kook, Lee Kwang-soo, Song Ji-hyo) | Đội Thợ Săn (Ahn Sung-ki, Han Ye-ri, Jo Jin-woong, Kwon Yul) | Đánh bại các nhóm khác | Đội Thợ Săn Thắng Đội Thợ Săn nhận 4 phù hiệu vàng. |
| 304                     | 12/6/2016 (31/5/2016)                                       | Ahn Sung-ki, Han Ye-ri, Jo Jin-woong, Kwon Yul                                                                          | Memorial Monument of Hill 104 (Yeonhui-dong, Seodaemun-gu, Seoul) | Đội Con Mồi (Yoo Jae-suk, Gary, Haha, Ji Suk-jin, Kim Jong-kook, Lee Kwang-soo, Song Ji-hyo) | Đội Thợ Săn (Ahn Sung-ki, Han Ye-ri, Jo Jin-woong, Kwon Yul) | Đánh bại các nhóm khác | Đội Thợ Săn Thắng Đội Thợ Săn nhận 4 phù hiệu vàng. |
| 19/6/2016 (14/6/2016)   | Kim Min-seok, Lee Sung-kyung, Park Shin-hye, Yoon Kyun-sang | Seoul Women's University(Gongneung-dong, Nowon-gu, Seoul)                                                               | Carry Your Queen & Queen Olympics:Đội Nữ thần Ji-hyo (Song Ji-hyo, Kim Min-seok, Yoon Kyun-sang) Đội Nữ thần Shin-hye (Park Shin-hye, Yoo Jae-suk, Ji Suk-jin, Kim Jong-kook) Đội Nữ thần Sung-kyung (Lee Sung-kyung, Gary, Haha, Lee Kwang-soo) | Final Mission:Đội Nữ thần Ji-hyo (Song Ji-Hyo) Đội Nữ thần Shin-hye (Park Shin-hye, Yoo Jae-suk, Gary, Kim Min-seok) Đội Nữ thần Sung-kyung (Lee Sung-kyung, Haha, Ji Suk-jin, Kim Jong-kook, Lee Kwang-soo, Yoon Kyun-sang) | Đoán nữ hoàng thực sự, tham gia đội tuyển nữ hoàng và đánh bại đội nữ hoàng khác để tránh hình phạt | Đội Nữ thần Sung-kyung Thắng Lee Sung-kyung nhận Vương miện kim cương Yoo Jae-suk, Gary & Kim Min-seok nhận được "gậy" trừng phạt vì đoán sai nữ hoàng. | |
| 305                     | 26/6/2016 (13/6/2016)                                       | Jo Se-ho, Kim Dong-hyun, Kim Jun-hyun, Lee Jung-jin, Lee Kyung-kyu, Lee Soo-min, Yoo Jae-hwan                           | TBD | Đội Running Man (Yoo Jae-suk, Gary, Haha, Ji Suk-jin, Kim Jong-kook, Lee Kwang-soo, Song Ji-hyo) | Đội Avengers (Jo Se-ho, Kim Dong-hyun, Kim Jun-hyun, Lee Jung-jin, Lee Kyung-kyu, Lee Soo-min, Yoo Jae-hwan) | Đánh bại các nhóm khác | Đội Running Man Thắng Đội Running Man nhận được 7 Huy hiệu Vàng |
| 306                     | 3/7/2016 (28/6/2016)                                        | Kyung-ri (Nine Muses), Lee Ki-woo, Nichkhun (2PM)                                                                       | Hanagae Beach (Muui-dong, Jung-gu, Incheon) | Đội Xanh Dương (Yoo Jae-suk, Gary, Ji Suk-jin, Lee Kwang-soo, Kyung-ri) | Đội Đỏ (Haha, Kim Jong-kook, Song Ji-hyo, Lee Ki-woo, Nichkhun) | Giành điểm cao hơn | Đội Đỏ Thắng Kim Jong-kook được thăng chức làm thuyền trưởng và nhận được huy hiệu vàng và phần còn lại của Đội Đỏ nhận được còi vàng. Tất cả thành viên của Đội Xanh Dương, ngoại trừ Kyung Ri, đều bị phạt "gậy". |
| 307                     | 10/7/2016 (5/7/2016)                                        | Bo-ra, Da-som, Hyo-rin, So-you (Sistar), Shownu (Monsta X)                                                              | Animation Museum & Robot Studio (Baksa-ro, Seo-myeon, Chuncheon-si, Gangwon-do) | Yoo Jae-suk & Da-som Gary & Hyo-rin Haha & Ji Suk-jin Kim Jong-kook & So-you Lee Kwang-soo & Bo-ra Song Ji-hyo & Shownu | Yoo Jae-suk & Da-som Gary & Hyo-rin Haha & Ji Suk-jin Kim Jong-kook & So-you Lee Kwang-soo & Bo-ra Song Ji-hyo & Shownu | Đánh bại các nhóm khác | Song Ji-hyo & Shownu Thắng Song Ji-hyo & Shownu nhận được một đôi Nhẫn Kim cương Cặp đôi. |
| 308                     | 17/7/2016 (4/7/2016)                                        | Ji Jin-hee, Kim Hee-ae                                                                                                  | SBS Broadcasting Center(Mok-dong, Yangcheon-gu, Seoul) | Đội Hồng (Yoo Jae-suk, Gary, Kim Hee-ae) Đội Xanh Dương (Haha, Lee Kwang-soo, Ji Jin-hee) Đội Vàng (Ji Suk-jin, Kim Jong-kook, Song Ji-hyo) | Gián điệp H (Kim Jong-kook, Kim Hee-ae) | Tránh hoặc làm phiền Nhiệm vụ Đặc biệt của Điệp viên H và đưa đội của bạn trở thành người chiến thắng. Nhiệm vụ đặc biệt của H: Làm cho đội thứ 8 trở thành người chiến thắng thứ hai trong mỗi nhiệm vụ và làm cho người thứ 8 bị loại lần cuối trong nhiệm vụ cuối cùng lần thứ 2                                                                                         | Đội Hồng Thắng Gián điệp H không thực hiện được nhiệm vụ đặc biệt và Đội Hồng nhận được 5 phiếu mua hàng thực phẩm tươi sống |
| 309                     | 24/7/2016 (12/7/2016)                                       | Hong Jin-kyung, Lee Ki-woo, Seo Jang-hoon                                                                               | Myongji University(Geobukgol-ro, Seodaemun-gu, Seoul) | Đội Running Man (Yoo Jae-suk, Gary, Haha, Ji Suk-jin, Kim Jong-kook, Song Ji-hyo) | Đội Hươu Cao Cổ (Lee Kwang-soo, Hong Jin-kyung, Lee Ki-woo, Seo Jang-hoon) | Đánh bại các nhóm khác | Đội Running Man Thắng Đội Running Man nhận được chứng từ thăm nhà Lee Kwang-soo |
| 310                     | 31/7/2016 (18/7/2016)                                       | Ha Jae-sook, Oh Yeon-seo, Soo Ae                                                                                        | Hapcheon Image Theme Park (Hapcheon, Gyeongsang) | Đội Trắng (Soo Ae, Gary, Haha, Kim Jong-kook, Ha Jae-sook) | Đội Đen (Oh Yeon-seo, Yoo Jae-suk, Ji Suk-jin, Lee Kwang-soo, Song Ji-hyo) | Thắng trận đấu khúc côn cầu trên băng | Đội Đen Thắng Mỗi thành viên Đội Đen nhận được một Huy chương Vàng. |
| 311                     | 31/7/2016 (18/7/2016)                                       | Ha Jae-sook, Oh Yeon-seo, Soo Ae                                                                                        | Hapcheon Image Theme Park (Hapcheon, Gyeongsang) | Đội Trắng (Soo Ae, Gary, Haha, Kim Jong-kook, Ha Jae-sook) | Đội Đen (Oh Yeon-seo, Yoo Jae-suk, Ji Suk-jin, Lee Kwang-soo, Song Ji-hyo) | Thắng trận đấu khúc côn cầu trên băng | Đội Đen Thắng Mỗi thành viên Đội Đen nhận được một Huy chương Vàng. |
| 7/8/2016 (18,19/7/2016) | Không có khách mời                                          | The ARC River Culture Pavilion (Dasa-eup, Dalseong-gun, Daegu)                                                          | Không chia đội | Không chia đội | Giải quyết các khối bí ẩn | Kim Jong-kook Thắng Kim Jong-kook nhận được Huy hiệu Đặc biệt từ 'Phục hồi Thực phẩm Đặc biệt' và một phiếu ăn tối để ăn Đồ Hungari (nhưng đã bị từ chối trong tập 312). | |
| 312                     | 14/8/2016 (26/7/2016)                                       | Bada, Jo Jung-chi, Kim Kyung-ho, Yoo Byung-jae, Yoon Jong-shin                                                          | Gyeonggi English Village Yangpyeong Camp (Yongmun-myeon, Yangpyeong-gun, Gyeonggi-do) | Đội Ca sĩ (Gary, Haha, Ji Suk-jin, Kim Jong-kook, Bada, Yoo Byung-jae) | Đội Không phải Ca sĩ (Yoo Jae-suk, Lee Kwang-soo, Song Ji-hyo, Jo Jung-chi, Kim Kyung-ho, Yoon Jong-shin) | Lấy điểm cao hơn từ nhận xét và khán giả | Đội Ca sĩ Thắng Đội Ca sĩ nhận được hai phù hiệu đặc biệt, bốn phù hiệu nhạc vàng, chứng từ bữa ăn tối để ăn thực phẩm Hungari như Kim Jong-kook để lại chứng từ từ tập phim trước đó [Xem Tập 311] |
| 313                     | 21/8/2016 (8/8/2016)                                        | Ahn Mun-sook, Ha Jae-sook, Kim Se-jeong (I.O.I/Gugudan) Mi-joo (Lovelyz), Noh Sa-yeon                                   | Kookmin University (Jeongneung-ro, Seongbuk-gu, Seoul) | Yoo Jae-suk & Kim Se-jeong Gary & Song Ji-hyo Haha & Ha Jae-sook Ji Suk-jin & Ahn Mun-sook Kim Jong-kook & Noh Sa-yeon Lee Kwang-soo & Mi-joo | Yoo Jae-suk & Kim Se-jeong Gary & Song Ji-hyo Haha & Ha Jae-sook Ji Suk-jin & Ahn Mun-sook Kim Jong-kook & Noh Sa-yeon Lee Kwang-soo & Mi-joo | Đánh bại các nhóm khác | Gary & Song Ji-hyo Thắng Gary & Song Ji-hyo nhận thẻ vàng và Vương miện vàng |
| 314                     | 28/8/2016 (16/8/2016)                                       | Hong Jong-hyun, Kang Ha-neul, Lee Joon-gi                                                                               | SBS Tanhyeon-dong Production Center (Ilsanseo-gu, Goyang, Gyeonggi-do) | Không chia đội | Không chia đội | Trở thành hoàng tử sau khi tham gia Trò chơi Vương Quyền | Kim Jong-kook Thắng |
| 315                     | 4/9/2016 (23/8/2016)                                        | Cha Seung-won | Hangang Park(Han River, Yeouido-dong, Yeongdeungpo-gu, Seoul) | Đội Xanh Dương (Yoo Jae-suk, Haha, Lee Kwang-soo, Cha Seung-won) | Đội Trắng (Gary, Ji Suk-jin, Kim Jong-kook, Song Ji-hyo) | Lấy lá cờ sau khi hoàn thành bản đồ | Cha Seung-won Thắng Cha Seung-won nhận la bàn Vàng |
| 316                     | 11/9/2016 (29/8/2016)                                       | GOT7 | Honam High Speed Railway Depot (Sanjeong-dong, Gwangsan-gu, Gwangju) | Không chia đội | Không chia đội | Thoát khỏi "Chuyến tàu Sinh Tử" | Mọi người Thắng Haha thắng bằng cách chạy đến chiếc xe chạy trốn; Lee Kwang-soo thắng bằng cách sử dụng cơ hội Trốn Thoát; Gary, Ji Suk-jin và Kim Jong-kook đã chiến thắng bằng cách nhận các hộp 'R'; Yoo Jae-suk & Song Ji-hyo thắng bằng cách thanh toán cướp biển, vì vậy không ai phải làm nhiệm vụ cuối cùng.      |
| 317                     | 18/9/2016 (6/9/2016)                                        | Han Hye-jin, Lee Kyung-kyu, Kim Dong-Hyun, Key, Sung Hoon, Moon Hee-joon                                                | Starfield Hanam (Hanam, Gyeonggi-do) | Đội Running Man (Yoo Jae-suk, Gary, Haha, Ji Suk-jin, Kim Jong-kook, Lee Kwang-soo, Song Ji-hyo) | Đội Avengers 2 (Han Hye-jin, Lee Kyung-kyu, Kim Dong-hyun, Key, Sung Hoon, Moon Hee-joon) | Đánh bại các nhóm khác bằng cách loại trừ các thành viên 'May mắn' | Đội Avengers 2 Thắng Mỗi thành viên đội Avengers đều nhận được lá chắn vàng. Như hình phạt, Ji Suk-jin bị búng trán bởi Lee Kyung-kyu. |
| 318                     | 25/9/2016 (13/9/2016)                                       | Không có khách mời | Fradia (Jamwon-dong,Seocho-gu, Seoul) | Không chia đội | Không chia đội | Làm video 3 phút phổ biến nhất và hãy cẩn thận với Kẻ Cắp Sin Nhiệm vụ của Kẻ Cắp Sin: Đánh lừa và lấy cắp giày của thành viên khác để chiếm 10% số điểm của họ. | Song Ji-hyo Thắng Song Ji-hyo đã loại bỏ Yoo Jae-suk - Kẻ Cắp Sin và chiếm 50% số lượt xem mà anh ấy đã đánh cắp từ các thành viên khác [Xem tập 319] |
| 319                     | 2/10/2016 (27/9/2016)                                       | Chae Soo-bin Cho Jae-hyun                                                                                               | Yeouido Park (Yeouido-dong,Yeongdeungpo-gu, Seoul) | Đội Running Man (Yoo Jae-suk, Gary, Haha, Ji Suk-jin, Kim Jong-kook, Lee Kwang-soo, Song Ji-hyo) | Blackmon (Chae Soo-bin, Cho Jae-hyun) | Thành viên RM: Bảo vệ danh hiệu khỏi thợ săn trong 200 phút (mỗi thành viên được cho 3 thẻ tên) và tìm Blackmon để loại bỏ các thành viên khác. Để giành chiến thắng cuộc đua, các thành viên phải chọn Blackmon với thẻ $10. Thợ săn: Tìm và loại bỏ các thành viên RM theo các nhóm màu của họ. Blackmon: Tránh bị bắt bởi đội RM và đánh lừa họ chọn Blackmon với thẻ $0 | Blackmon Thắng Blackmon nhận được 310$ và tất cả 102 thợ săn nhận được hàng hóa quà tặng. |
| 320                     | 9/10/2016 (3/10/2016)                                       | Jo Yoon-hee, Lee Joon, Lim Ji-yeon, Yoo Hae-jin                                                                         | National Hangeul Museum (Seobinggo-ro,Yongsan-gu,Seoul) | Đội Xanh Dương (Yoo Jae-suk, Lee Kwang-soo, Lee Joon, Yoo Hae-jin) Đội Đỏ (Kim Jong-kook, Song Ji-hyo, Jo Yoon-hee, Lim Ji-yeon) Đội Xanh Lá (Gary, Haha, Ji Suk-jin) | Đội Xanh Dương (Yoo Jae-suk, Lee Kwang-soo, Lee Joon, Yoo Hae-jin) Đội Đỏ (Kim Jong-kook, Song Ji-hyo, Jo Yoon-hee, Lim Ji-yeon) Đội Xanh Lá (Gary, Haha, Ji Suk-jin)                                                                                            | Loại bỏ tất cả các phụ âm từ khóa trong tên của đối thủ, thu thập tất cả năm túi và mở rương báu. | Đội Xanh Dương Thắng |
| 321                     | 16/10/2016 (4/10/2016)                                      | Lee Kyu-han, Park Na-rae, Park Soo-hong, Solbin (Laboum), Yang Se-chan                                                  | TBD | Đội Đỏ (Yoo Jae-suk, Gary, Park Soo-hong) Đội Xanh Dương (Haha, Lee Kyu-han, Solbin) Đội Xanh Lá (Ji Suk-jin, Lee Kwang-soo, Yang Se-chan) Đội Cam (KIm Jong-kook, Song Ji-hyo, Park Na-rae) | Đội Đỏ (Yoo Jae-suk, Gary, Park Soo-hong) Đội Xanh Dương (Haha, Lee Kyu-han, Solbin) Đội Xanh Lá (Ji Suk-jin, Lee Kwang-soo, Yang Se-chan) Đội Cam (KIm Jong-kook, Song Ji-hyo, Park Na-rae)                                                                     | Tìm tổ hợp khóa riêng để mở khóa hành lý và đội có số lượng ít nhất trên số con xí ngầu sẽ bị phạt. | Đội Xanh Lá Thắng Lee Kyu-han được chọn bị phạt mặc bộ đồ mà họ mặc sau khi quay phim cho đến khi về nhà. |
| 322                     | 23/10/2016 (10/10/2016)                                     | Kang Min-kyung (Davichi), Park Mi-sun, Son Yeon-jae, Ye Ji-won, Yu-ra (Girl's Day)                                      | TBD | Đội Đàn Ông (Gary, Haha, Ji Suk-jin, Kim Jong-kook, Lee Kwang Soo, Park Mi-sun) Đội Phụ Nữ (Yoo Jae-suk, Song Ji Hyo, Kang Min-kyung, Son Yeon-jae, Yura, Ye Ji-won) | Gián Điệp: Đội Đàn Ông (Yoo Jae-suk, Kang Min-kyung) Đội Phụ Nữ (Haha, Park Mi-sun) | Đánh bại đội khác | Đội Đàn Ông Thắng Yoo Jae-suk làm gián điệp thành công nên giành được huy chương vàng, những người khác giành được một bộ văn phòng phẩm trừ Park Mi-sun và Haha. Kang Min-kyung đã bị trừng phạt bằng cách đãi mọi người một bữa ăn tối phản bội.                                                                        |
| 323                     | 30/10/2016 (17/10/2016)                                     | Jang Do-yeon, Kim Jun-hyun, Min-ho (SHINee), Seo Ji-hye, Yang Se-chan                                                   | SBS Tanhyeon-dong Production Center (Ilsanseo-gu,Goyang-si,Gyeonggi-do) | Đội Xanh Dương (Yoo Jae-suk, Seo Ji-hye) Đội Đen (Gary, Min-ho) Đội Xám (Haha, Kim Jun-hyun) Đội Nâu (Ji Suk-jin, Yang Se-chan) Đội Trắng (Kim Jong-kook, Jang Do-yeon) Đội Hồng (Lee Kwang-soo, Song Ji-hyo) | Đội Xanh Dương (Yoo Jae-suk, Seo Ji-hye) Đội Đen (Gary, Min-ho) Đội Xám (Haha, Kim Jun-hyun) Đội Nâu (Ji Suk-jin, Yang Se-chan) Đội Trắng (Kim Jong-kook, Jang Do-yeon) Đội Hồng (Lee Kwang-soo, Song Ji-hyo)                                                    | Thoát khỏi hình phạt bằng cách thu 2 cặp "VÀNG" | Đội Đen, Trắng, Hồng, Xám, Xanh Dương Thắng Ở trận cuối, Đội Xanh Dương đã phải chọn một trong hai cặp của Đội Nâu và kết quả là Đội Xanh Dương đã chọn một chiếc vali "PASS" và Đội Nâu nhận hình phạt. |
| 324                     | 6 tháng 11 năm 2016 (31/10/2016)                            | Không có khách mời | TBA | Thợ săn Ký Ức (Yoo Jae-suk, Haha, Ji Suk-jin, Kim Jong-kook, Lee Kwang-soo, Song Ji-hyo) Đội Đuổi Bắt (Gary) | Thợ săn Ký Ức (Yoo Jae-suk, Haha, Ji Suk-jin, Kim Jong-kook, Lee Kwang-soo, Song Ji-hyo) Đội Đuổi Bắt (Gary) | Thu thập tổng cộng 77.000 km để giành được giải thưởng cụ thể cho Gary. Nhiệm vụ của Thợ săn Ký Ức: Ăn cắp đồ trong phòng thu của Gary mà không để anh ta nhận ra để tránh hình phạt khổng lồ. | Mọi người Thắng Gary nhận được một bộ Running Man vì hoàn thành nhiệm vụ trong lần thử thứ 8 và quà tặng chia tay từ tất cả các thành viên RM. |
| 325                     | 13/11/2016 (7/11/2016)                                      | Gary | TBA | Không chia đội | Không chia đội | Hoàn thành tất cả các nhiệm vụ trong vòng 6 giờ | Mọi người Thắng |
| 326                     | 20/11/2016 (8/11/2016)                                      | Eun Ji-won, Jang Su-won, Kang Sung-hoon, Kim Jae-duc, Lee Jai-jin (SECHSKIES), Hwang Woo-seul-hye                       | TBA | Vòng 1: Limbo với Tiểu Thư, Đố Nhanh với Đồ Bịt Miệng, Đánh Nhau với Gối & Vòng 2: Bản Vẻ của Các Đầy Tớ Đội Tiểu Thư Ji-hyo (Song Ji-hyo, Eun Ji-won, Jang Su-won, Kang Sung-hoon, Kim Jae-duc, Lee Jai-jin) Đội Tiểu Thư Woo-seul-hye (Hwang Woo-seul-hye, Yoo Jae-suk, Haha, Ji Suk-jin, Kim Jong-kook, Lee Kwang-soo) Vòng cuối: Đập Búa Đồ C Lady Ji-hyo Team (Song Ji-hyo, Yoo Jae-suk, Eun Ji-won, Kim Jae-duc, Lee Jai-jin, Lee Kwang-soo) Lady Woo-seul-hye Team (Hwang Woo-seul-hye, Haha, Ji Suk-jin, Kim Jong-kook, Jang Su-won, Kang Sung-hoon) | Kẻ cắp Thức ăn (Jang Su-won) | Tránh việc Kẻ cắp Thức ăn trở thành một phần của đội. | Đội Tiểu Thư Ji-hyo Thắng Đội Ji-hyo nhận được bao tải gạo Icheon và Jang Su-won đã trao một bát gạo vàng và 100 bao gạo được tặng dưới tên mình để hoàn thành nhiệm vụ ẩn. |
| 327                     | 27/11/2016 (14/11/2016)                                     | D.O. (EXO), Jo Jung-suk                                                                                                 | Seomun Market (Jung-gu, Daegu) | Yoo Jae-suk & Jo Jung-suk Haha & Song Ji-hyo Ji Suk-jin & Kim Jong-kook Lee Kwang-soo & D.O. | Yoo Jae-suk & Jo Jung-suk Haha & Song Ji-hyo Ji Suk-jin & Kim Jong-kook Lee Kwang-soo & D.O. | Tránh thẻ phạt | Yoo Jae-suk & Jo Jung-suk, Ji Suk-jin & Kim Jong-kook, Lee Kwang-soo & D.O Thắng Haha và Song Ji-hyo trả tiền cho tất cả các món ăn mà nhân viên đã ăn |
| 328                     | 4/12/2016 (15/11/2016)                                      | Chae-young, Da-hyun, Jeong-yeon, Ji-hyo, Mina, Momo, Na-yeon, Sana, Tzuyu (TWICE)                                       | Let's Run Park Busan–Gyeongnam (Garak-daero,Gangseo-gu,Busan) | Đội Đen (Yoo Jae-suk, Ji Suk-jin, Jeong-yeon, Momo, Na-yeon) Đội Xám (Kim Jong-kook, Song Ji-hyo, Chae-young, Mina, Tzuyu) Đội Hồng (Haha, Lee Kwang-soo, Da-hyun, Ji-hyo, Sana) | Đội Đen (Yoo Jae-suk, Ji Suk-jin, Jeong-yeon, Momo, Na-yeon) Đội Xám (Kim Jong-kook, Song Ji-hyo, Chae-young, Mina, Tzuyu) Đội Hồng (Haha, Lee Kwang-soo, Da-hyun, Ji-hyo, Sana)                                                                                 | Nhận được số kẹo cao nhất | Đội Xám Thắng Đội Xám được tổng cộng 8 giải thưởng: Máy mát xa di động, bạch tuộc khổng lồ, mực khô, cá cơm, bộ Eonyang bulgogi, rong biển Gijang, bánh cá Busan và đồ ăn nhẹ có mùi bạch tuộc. |
| 329                     | 11/12/2016 (28/11/2016)                                     | Không khách mời | Nambu Market (Wansan-gu,Jeonju, Jeollabuk-do) | Không chia đội | Không chia đội | Hoàn thành nhiệm vụ tổ chế tác | Không ai thắng |
| 330                     | 18/12/2016 (28/11/2016)                                     | Jennie, Jisoo, Lisa, Rosé (Blackpink)                                                                                   | Jeonju Dongheon (Wansan-g), Jeonju, Jeollabuk-do) | Đội Đen (Yoo Jae-suk, Ji Suk-jin, Lee Kwang-soo, Lisa, Jisoo) | Đội Hồng (Kim Jong-kook, Haha, Song Ji-hyo, Rosé, Jennie) | Giành nhiều "R" nhất | Đội Hồng thắng Đội Hồng nhận được set rong biển Jeonju |
| 331                     | 25/12/2016 (5/12/2016)                                      | Kim So-hyun | SBS Prism Tower (Sangam-dong, Mapo-gu, Seoul) | Không chia đội | Không chia đội | Hoàn thành cuộc đua nâng nhiệt kế đạt 100oC Mỗi thành viên trở thành Bad Santa và phải hoàn thành 5 trò đùa phá hoại trước khi nhiệt kế đạt 100oC | Yoo Jae-suk, Kim Jong-kook, Lee Kwang-soo hoàn thành nhiệm vụ Bad Santa Ji Suk-jin bị hình phạt tổng hợp |